# Svavelstyltmal
Svavelstyltmal (Povolnya leucapennella) är en fjärilsart som först beskrevs av Stephens 1835.  Svavelstyltmal ingår i släktet Povolnya, och familjen styltmalar. Enligt den finländska rödlistan är arten starkt hotad i Finland. Arten är reproducerande i Sverige. Artens livsmiljö är friska och torra lundar.